# Za Czarną Górą
Za Czarną Górą – przysiółek wsi Łapsze Niżne w Polsce, położony w województwie małopolskim, w powiecie nowotarskim, w gminie Łapsze Niżne. 
W latach 1975–1998 przysiółek administracyjnie należał do województwa nowosądeckiego.